# Ганнисон (округ)
Га́ннисон (англ. Gunnison County) — округ в штате Колорадо, США. Официально образован в 1877 году. По состоянию на 2010 год, численность населения составляла 15 324 человек.

## География
По данным Бюро переписи США, общая площадь округа равняется 8 443,408 км2, из которых 8 389,018 км2 суша и 54,390 км2 или 0,600 % это водоёмы.

## Население
По данным переписи населения 2000 года в округе проживает 13 956 жителей в составе 5 649 домашних хозяйств и 2 965 семей. Плотность населения составляет 2,00 человека на км2. На территории округа насчитывается 9 135 жилых строений, при плотности застройки около 1,00-го строения на км2. Расовый состав населения: белые — 95,08 %, афроамериканцы — 0,49 %, коренные американцы (индейцы) — 0,70 %, азиаты — 0,54 %, гавайцы — 0,04 %, представители других рас — 1,44 %, представители двух или более рас — 1,72 %. Испаноязычные составляли 14 152,00 % населения независимо от расы.
В составе 24,10 % из общего числа домашних хозяйств проживают дети в возрасте до 18 лет, 44,20 % домашних хозяйств представляют собой супружеские пары, проживающие вместе, 5,40 % домашних хозяйств представляют собой одиноких женщин без супруга, 47,50 % домашних хозяйств не имеют отношения к семьям, 27,20 % домашних хозяйств состоят из одного человека, 4,60 % домашних хозяйств состоят из престарелых (65 лет и старше), проживающих в одиночестве. Средний размер домашнего хозяйства составляет 2,30 человека, и средний размер семьи 2,84 человека.
Возрастной состав округа: 17,90 % моложе 18 лет, 21,10 % от 18 до 24, 32,90 % от 25 до 44, 21,20 % от 45 до 64 и 21,20 % от 65 и старше. Средний возраст жителя округа 35.7 лет. На каждые 100 женщин приходится 118,30 мужчин. На каждые 100 женщин старше 18 лет приходится 120,90 мужчин.
Средний доход на домохозяйство в округе составлял 36 916 USD, на семью — 51 950 USD. Среднестатистический заработок мужчины был 30 885 USD против 25 000 USD для женщины. Доход на душу населения составлял 21 407 USD. Около 6,00 % семей и 15,00 % общего населения находились ниже черты бедности, в том числе — 9,40 % молодёжи (тех, кому ещё не исполнилось 18 лет) и 7,20 % тех, кому было уже больше 65 лет.